# Cancriniet

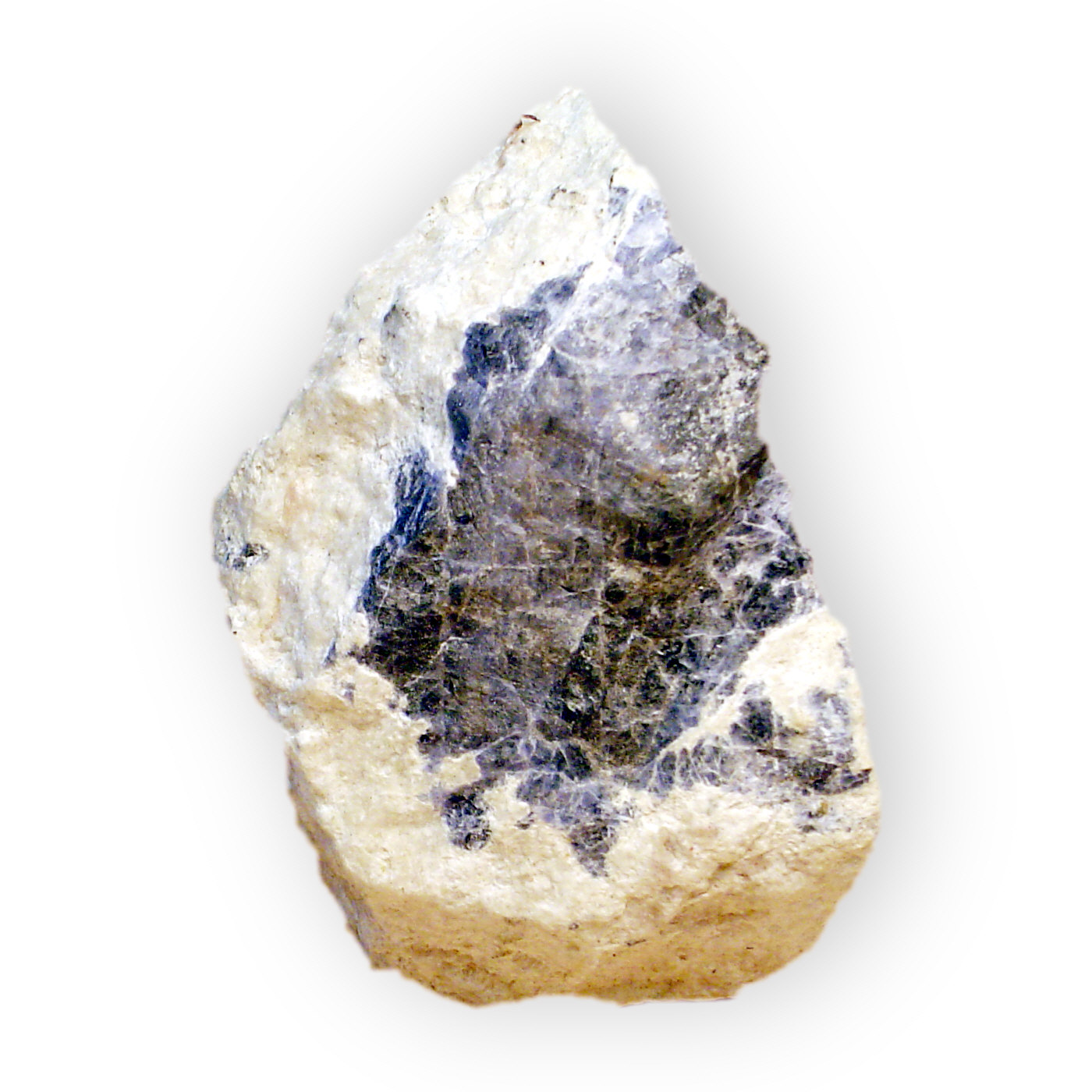
Cancriniet

Het mineraal cancriniet is een natrium-calcium-aluminium-carbonaat-silicaat met de chemische formule Na6Ca2Al6Si6O24(CO3)2. Het tectosilicaat behoort tot de veldspaatvervangers; de alkalische veldspaat die een lage hoeveelheid silica bevatten.

## Eigenschappen
Het kleurloze, witte, grijsgroene, gele, of blauwe cancriniet heeft een glasglans, een grijswitte streepkleur en de splijting is perfect volgens het kristalvlak [1010]. De gemiddelde dichtheid is 2,45 en de hardheid is 6. Het kristalstelsel is hexagonaal en het mineraal is niet radioactief. Het zal bruisen met zoutzuur vanwege de bijbehorende carbonaationen, dit is een ongebruikelijke eigenschap voor een silicaatmineraal.

## Voorkomen en naamgeving
Cancriniet wordt voornamelijk gevormd als verweringsproduct van nefelien in stollingsgesteenten. Het mineraal werd voor het eerst aangetroffen in 1839 in de Ilmenbergen van de Zuidelijke Oeral. Het werd vernoemd naar Georg von Cancrin (Jegor Frantsevitsj Kankrin), de Russische minister van financiën op dat moment. De typelocatie van het mineraal is het Toenkinsk-gebergte in Siberië.